# Gmina Juršinci
Juršinci – gmina we wschodniej Słowenii. W 2002 roku liczyła 2200 mieszkańców.

## Miejscowości
Miejscowości wchodzące w skład gminy Juršinci:

- Bodkovci
- Dragovič
- Gabrnik
- Gradiščak
- Grlinci
- Hlaponci
- Juršinci – siedziba gminy
- Kukava
- Mostje
- Rotman
- Sakušak
- Senčak pri Juršincih
- Zagorci